# Dryadella kautskyi
Dryadella kautskyi é uma espécie de planta do gênero Dryadella e da família Orchidaceae. 
Dryadella kautskyi é muita rara e endêmica do Espírito Santo. 

## Taxonomia
A espécie foi descrita em 1978 por Carlyle A. Luer. 
O seguinte sinônimo já foi catalogado:  
- Masdevallia kautskyi  Pabst

## Forma de vida
É uma espécie epífita e herbácea. 

## Descrição
Erva epífita, 40–5,5 milímetros de altura. Tem ramicaule de  4,5–5 milímetros de comprimento. Folha verde claro, coriácea; pecíolo
com 2–3 milímetros de comprimento. Tem pedicelo 1,6–2,5 milímetros de comprimento. 
Sua flor é pequena a
média; sépala dorsal amarela a amarelo esverdeado, esparsa e não evidente -
púrpura claro, ovalada, inflexa, tri-nervurada, carinada e minuciosamente
crenada, 5,3–5,5 × 1,8–2,1 mm, base conata 1,5 milímetros com sépalas laterais formando
uma taça de sepultura curta , agudo, caudado curto, cauda 0,8–1,2 milímetros com ápice
agudo a acuminado, minuciosamente crenado; sépalas laterais amarelas a
amarelo-esverdeadas, esparsas e não evidentes com manchas roxas claras, ovadas,
tri-nervuradas, assimétricas, 4,2–4,6 × 2–2,2 mm, conato de base, um calo
transversal minucioso de 0,5 mm, roxo, agudo, caudado curto, cauda 1–1,5 milímetros com
ápice acuminado e deflexo; pétalas amarelas a amarelo-escuras, esparsas e não
evidentes com pintas roxas claras, oblongas, bifurcadas, veias basais curvas,
assimétricas, 1,6-1,8 × 1,8-2,3 mm, base truncada, obtusa; labelo amarelo, não
evidente - púrpura-claro manchado na base, unguiculado; garra 0,8-1,1 mm,
bilobada na base; lâmina oblonga a obovada, tri-nervurada, 1,8–2,1 × 1,1–1,4 milímetros, base com 2 lobos agudos divaricados, 0,8 mm; um par de calos minuciosamente
lamelares na base, reflexo do ápice, amplamente obtuso, minuciosamente crenado;
coluna amarela, 1,2-1,8 mm  
| Caule          | Caule            |
| -------------- | ---------------- |
| ramicaule      | ereto            |
| tamanho        | 5 mm/8 mm/15 mm  |
| Folha          |                  |
| tipo           | semi-cilíndrica  |
| formato        | linear           |
| bainha         | presente         |
| pecíolo        | inconspícuo      |
| Inflorescência |                  |
| bráctea        | presente         |
| disposição     | solitária        |
| Flor           |                  |
| sépala dorsal  | oval             |
| ápice          | agudo/atenuado   |
| sépala lateral | oval             |
| ápice          | agudo            |
| pétala lateral | oblonga sagitada |
| ápice          | obtuso           |
| labelo forma   | oblongo/obovado  |
| coluna         | 2 mm/2           |

## Conservação
A espécie faz parte da Lista Vermelha das espécies ameaçadas do estado do Espírito Santo, no sudeste do Brasil. A lista foi publicada em 13 de junho de 2005 por intermédio do decreto estadual nº 1.499-R. 

## Distribuição
A espécie é encontrada no estado brasileiro de Espírito Santo. 
A espécie é encontrada no domínio fitogeográfico de Mata Atlântica, em regiões com vegetação de floresta ombrófila pluvial.